# 关岭布依族苗族自治县
关岭布依族苗族自治县，简称关岭县，是中华人民共和国贵州省安顺市下属的一个自治县。县内有苗族、布依族等少数民族。

## 历史沿革
1914年当地设关岭县。名字来源是为据传当年三国蜀汉丞相诸葛亮南征时部将关索曾驻此地，广得民心，上人感之，就将驻扎山岭称为关索岭。1981年改为自治县。
县政府驻关索镇。

## 地理概况
东北、西北与镇宁县、六枝特区毗邻，西南以北盘江为界与晴隆县、兴仁县、贞丰县邻接。
关岭位于云贵高原东部脊状斜坡南侧向广西丘陵倾斜的斜坡地带。地势西北高、东南低。县最高点永宁的旧屋基大坡海拔1850米，而最低点在打帮河注入北盘江的三江口处海拔只有370米。平均海拔在800—1500米之间。关索镇海拔为1025米。县内山脉属乌蒙山系，多有喀斯特地形。
花江大峡谷北岸新铺乡有普遍出露的三叠纪海相地层，约为100多平方千米，曾出土2.3亿年前的海生爬行动物化石。
关索镇距贵阳150公里，安顺70公里。国道320线和省道214线贯穿全境，长达114公里。

## 矿产资源
矿产资源有炼镁白云石、大理石、铁、汞、铜、莹石、水晶石、方解石、冰洲石、硅石、粘土等。其中较重要的炼镁白云石会储量达100亿吨以上，已探明C+D级1569万吨，氧化镁会含量大于22.27%，可露天开采；大理石的储量在2000万立方米以上。另有煤炭储量7.2亿吨，电级石灰石1355万吨。

## 行政区划
关岭布依族苗族自治县下辖4个街道办事处、9个镇、1个乡：
顶云街道、关索街道、龙潭街道、百合街道、花江镇、永宁镇、岗乌镇、上关镇、坡贡镇、断桥镇、白水镇、沙营镇、新铺镇和普利乡。

## 交通
- 沪昆高速、 320国道、 659国道、沪昆高铁关岭站

## 风景名胜
县里有“红岩天书”、“花江壁现群”、“花江铁索桥及石刻群”三个省级文物保护单位。顶云司城垣、双泉寺、关索古驿道、御书楼、培凤阁、灞陵桥、灵龟寺无梁殿、周西成衣冠墓，妙明洞、大佛洞、观音洞、关索洞石刻等12处县级文物保护单位。
打邦河右岸上关镇乐安寨有关岭乐安温泉，内有四眼泉水，三温一冷，温水泉水温37—40℃，流量1.76升/秒。

## 特色食品
- 花江狗肉：当地特色狗肉。
- 花江剪粉：用关岭、花江一带生产的上等籼米制作的米粉。
- 关岭达尔粑：又叫“尔块粑”，关岭当地的传统食品。

## 災禍
2010年6月28日下午2时30分，关岭县岗乌镇大寨村大寨、永乐两个村民组因連日暴雨山崩而遭活埋。据初步统计，有38户、107名村民被困或被埋。经过进一步排查，37户99名村民被掩埋（此前报道“获救”的60人，不在此名单内亦非大寨村村民），被埋者生存希望渺茫。一名逃过一劫的村民提供了一份部分被埋者名单，名单显示被埋者中包括30名正在读小学的娃娃，他们多是留守儿童；搜救工作至7月4號起終止。共发现42具成形遗体，大部分為儿童，57人失蹤。最终认定是99人死亡。
中國總理溫家寶在6月28日下午指示「組織力量查明情況，千方百計搶救人員，同時防止周邊地區發生類似事故，確保人民群眾生命安全」。中國副總理回良玉連同負責人趕赴災害現場。